# Daniel Dalenius
Daniel Dalenius, född 1647 i Järeda socken, Kalmar län, död 13 januari 1709 i Hjorteds socken, Kalmar län, var en svensk präst.

## Biografi
Daniel Dalenius föddes 1647 på Klövdala i Järeda socken. Han var son till bonden Lars Östensson och Anna Jönsdotter. Dalenius blev 1668 student vid Lunds universitet och 1676 krigspräst i skånska kriget. Han blev 1682 kyrkoherde i Hjorteds församling. Dalenius avled 13 januari 1703 i Hjorteds socken.
Dalenius gifte sig första gången 30 juni 1682 med Anna Larsdotter Hedenberg (1639–1702), som dotter till rådmannen Lars Pederson och Karin Olufsdotter i Hedemora samt änka efter kyrkoherden Benedictus Nicolai Hjort i Hjorteds socken. Dalenius gifte sig andra gången 26 juli 1703  med Sara Jonsdotter Elgh. Hon var husjungfru på Blankaholm.